# جيلالي بن عمار
جيلالي بن عمار إحدي بلديات ولاية تيارت وتابعة لدائرة مشرع الصفا تبلغ مساحة البلدية حوالي 149٫27 كم2 وبتعداد سكاني 5٬443 نسمة حسب إحصاء 2008 م تحتل البلدية موقعا إستراتيجيا إذ تقع أقصى غرب الولاية وتبعد عن عواصم الولاية بنحو 60 كلم عن عاصمة الولاية تيارت و 60 كلم عن ولاية معسكرو 60 كلم عن ولاية غليزان

## التسمية
تعود تسمية البلدية نسبة للولي الصالح سيدي الجيلالي بن عمار المدفون بها

## جغرافيا

### موقع
تحدها شملا الرحوية - غربا بلدية واد السلام واد الأبطال جنوبا عين الحديد شرقا دائرة مشرع الصفا

## وصلة خارجية
- جيلالي بن عمار